# Lista degli scioglilingua italiani più famosi
Lista degli scioglilingua italiani.

## I più famosi
- Sopra la panca la capra campa, sotto la panca la capra crepa
- Trentatré trentini entrarono a Trento tutti e trentatré trotterellando
- Apelle figlio di Apollo fece una palla di pelle di pollo tutti i pesci vennero a galla per vedere la palla di pelle di pollo fatta da Apelle figlio di Apollo
- Tre tigri contro tre tigri
- Li vuoi quei kiwi? e se non vuoi quei kiwi che kiwi vuoi?
- Se l’arcivescovo di Costantinopoli si disarcivescoviscostantinopolizzasse, vi disarcivescoviscostantinopolizzereste voi come si è disarcivescoviscostantinopolizzato l’Arcivescovo di Costantinopoli?
- Andavo a Lione cogliendo cotone, tornavo correndo cotone cogliendo
- Sul tagliere gli agli taglia, non tagliare la tovaglia. La tovaglia non è aglio se la tagli fai uno sbaglio.
- C’è il questore a quest’ora in questura? Il questore a quest’ora in questura non c’è.
- Sereno è seren sarà; se non sarà seren si rasserenerà.

## I più difficili
- Se l’arcivescovo di Costantinopoli si disarcivescoviscostantinopolizzasse, vi disarcivescoviscostantinopolizzereste voi come si è disarcivescoviscostantinopolizzato l’Arcivescovo di Costantinopoli?
- Nel pozzo di San Patrizio c’è una pazza che lava una pezza. Arriva un pazzo, con un pezzo di pizza e chiede alla pazza se ne vuole un pezzo. La pazza rifiuta. Allora il pazzo prende la pazza, la pezza e la pizza e li butta nel pozzo di San Patrizio, protettore dei pazzi.
- Nel castello di Mister Pazzin dei Pazzi, c’era una pazza che lavava una pezza di pizzo nel pozzo. Mister Pazzin dei Pazzi diede una pizza alla pazza che lavava la pezza di pizzo nel pozzo. La pazza rifiutò la pizza, così Mister Pazzin dei Pazzi buttò la pazza, la pizza e la pezza nel pozzo del castello di Mister Pazzin dei Pazzi.
- In un pozzo poco cupo si specchiò una volta un lupo, che nel poco cupo pozzo andò a battere di cozzo con un cupo tonfo fioco da smaltire a poco a poco e credette di azzannare un feroce suo compare, ma rimase brutto e cupo il feroce sciocco lupo.
- A che serve che la serva si conservi la conserva se la serva quando serve non si serve di conserva?
- A che serve una serva che non serve? Manda la serva che non serve da chi si servirà di una serva che non serve e serviti di una serva che serve.
- Chi ama chiama chi ama, chiamami tu che chi ami chiami. Chi amo chiamerò se tu non chiami.
- Eva dava l’uva ad Ava, Ava dava le uova ad Eva, ora Eva è priva d’uva mentre Ava è priva d’uova.
- Ho in tasca l’esca ed esco per la pesca, ma il pesce non s’adesca, c’è l’acqua troppo fresca.
- Sa chi sa se sa chi sa, che se sa non sa se sa, sol chi sa che nulla sa, ne sa più di chi ne sa.

## I più facili
- Sopra la panca la capra campa, sotto la panca la capra crepa.
- Tre tigri contro tre tigri.
- Tigre intriga tigre.
- Il questore a quest’ora in questura non c’è.
- Una rana rara e nera sulla rena errò una sera.
- Una rara rana bianca sulla rena errò un po’ stanca.
- Due tazze strette in due strette tazze.
- Stanno stretti sotto i letti sette spettri a denti stretti.
- Sopra quattro rossi sassi quattro grossi gatti rossi.
- Caro conte chi ti canta tanto canta che t’incanta.
- Sette zucche secche e storte stanno strette dentro al sacco.
- Nove navi nuove navigavano.
- Dietro il palazzo c’è un povero cane pazzo, date un pezzo di pane al povero pazzo cane.
- Dietro a quel palazzo c’è un povero cane pazzo. Date un pezzo di pane a quel povero pazzo cane.
- Una puzzola puzzona spazza un pezzo di pazza pezza che puzza in un pozzo che spazzola una pozza spazzata.
- Il salume salame è un salato salume che nuoce al salame cui piace.
- Tremotino ha perso il proprio giubbottino. Traballando, lo riporta un contadino che vuol dargli un contentino.
- Tremotino nel suo trogolo tramuta paglia in oro.
- Il lupo vede un pupo e in un baleno si fa cupo.
- Dalla doccia una chiocciola sgocciola come una gocciola.
- Una zuppa e una zappa rovesciano la zuppa su di una zecca.
- Sua figlia è una foglia, ma chi se la piglia!
- Mirto e Miriana son gemelli che mangian mirtilli.
- L’aglio con l’olio li voglio, li voglio!
- Tu cogli germogli tra gli scogli? Non credo, m’imbrogli.
- Un fagiano fa il baggiano col tacchino birichino che si atteggia a piccioncino.
- Lascia la lumaca Luca.
- Lascia l’ascia e la liscia.
- Ti mostro un mostro col rostro d’inchiostro.
- La marmotta, quando annotta, nella grotta già borbotta, che la pappa non è cotta! Quando è cotta riborbotta, perché scotta!
- Figlia, sfoglia la foglia sfoglia la foglia, figlia.
- Ti ci stizzisci? E stizziscitici pure!
- Trentatré soldati stanchi van trottando verso Trento su trentatré cavalli bianchi.
- Chi seme di senapa secca semina, sempre seme di senapa secca raccoglie.
- Tito, tu m’hai ritinto il tetto, ma non t’intendi tanto di tetti ritinti.
- Quanti rami di rovere roderebbe un roditore se i roditori potessero rodere rami di rovere?